# Pseudozygoneura constricta
Pseudozygoneura constricta är en tvåvingeart som beskrevs av Hippa, Vilkamaa och Heinakroon 1998. Pseudozygoneura constricta ingår i släktet Pseudozygoneura och familjen sorgmyggor. Inga underarter finns listade i Catalogue of Life.